# Antoni Jozafat Nowak

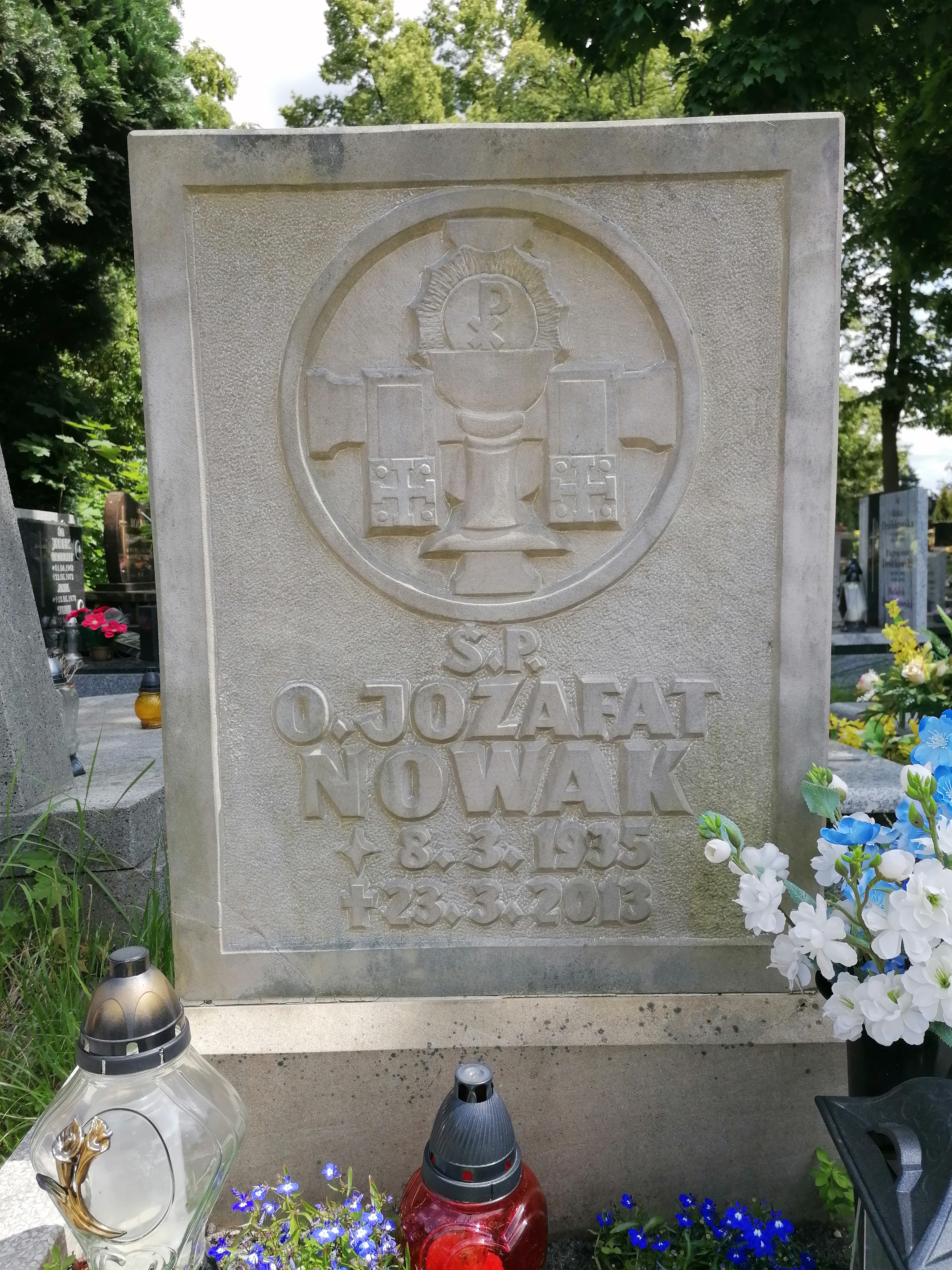
Nagrobek o. J. Nowaka

Antoni Jozafat Nowak OFM (ur. 8 marca 1935 w Katowicach, zm. 23 marca 2013 tamże) – polski duchowny katolicki, franciszkanin, profesor zwyczajny doktor habilitowany Katolickiego Uniwersytetu Lubelskiego, antropolog i psycholog, kierownik Katedry Psychologii Życia Wewnętrznego w Instytucie Teologii Duchowości KUL, oraz kurator Katedry Duchowości Akcji Katolickiej.

## Życiorys
W latach wojennych ojciec Jozafat jako kilkuletni łącznik wspomagał działającą w jego rodzinnych Panewnikach tajną organizację AK. W roku 1952 wstąpił do franciszkańskiej Prowincji Wniebowzięcia NMP w Katowicach (śluby wieczyste w 1957, święcenia kapłańskie z rąk bpa Herberta Bednorza w 1961). W latach 1961–1964 studiował psychologię w KUL-u, 1963–1964 psychiatrię w Akademii Medycznej w Lublinie. W 1968 obronił doktorat z psychologii. Po studiach w Salzburgu pod kierunkiem G. Griesla i A. I. Caruso habilitował się w roku 1979 w KUL-u.
Wykładał antropologię, psychologię, teologię duchowości, medycynę pastoralną w KUL-u oraz w seminarium duchownym swej macierzystej prowincji zakonnej (Wyższe Seminarium Duchowne oo. Franciszkanów w Katowicach-Panewnikach). Był recenzentem i promotorem wielu prac i przewodów doktorskich i habilitacyjnych, recenzentem dorobku naukowego do profesury wielu polskich duchownych. Brał aktywny udział w krajowych i zagranicznych sesjach naukowych.
Do kierunku jego badań należały: psychologia życia wewnętrznego, szczególnie jej wymiar religijny (tzw. dyspozycja religijna); identyfikacja postaw (norma psychiczna, kryteria normy, problem postawy, postawa neurotyczna i psychotyczna); pseudomistyka (objawienia, stygmaty, opętanie, egzorcyzm); parapsychologia; formacja świadomości moralnej; specyfika psychologii eklezjalnej (tzw. proces progresywnej chrystoformizacji, również proces progresywnej personalizacji) oraz osobowość sakramentalna.
Od momentu powstania aż do śmierci był redaktorem naczelnym kwartalnika katolickiego Zwycięstwo Niepokalanej.
Zmarł w klasztorze franciszkanów w Katowicach-Panewnikach 23 marca 2013, został pochowany w kwaterze zakonnej na cmentarzu przy ul. Panewnickiej w Katowicach-Ligocie.

## Wybrana bibliografia naukowa
Obszerną bibliografię naukową profesora opracował Piotr Królikowski. Została ona opublikowana przez Instytut Teologii Duchowości KUL. Publikacje prof. Nowaka obejmują opracowania naukowe, artykuły, hasła encyklopedyczne i leksykograficzne, nie brak też tłumaczeń:
- 1986 Nerwica jako problem wychowawczy w domach zakonnych
- 1988 Człowiek wiary, nadziei, miłości, Katowice
- 1990 Dojrzałość chrześcijańska w życiu kapłańskim, Lublin ISBN 83-228-0199-8
- 1992 Wolność, manipulacja, kierownictwo, Wrocław
- 1993 "Bo źle się modlicie!", Wrocław ISBN 83-85880-15-1
- 1993 Kobieta – kapłanem?, Lublin ISBN 83-85131-34-5
- 1994 Doświadczyć Boga w ciele, Wrocław ISBN 83-85880-06-2
- 1995 Satanizm, Wrocław ISBN 83-85880-19-4
- 1996 Będą przepędzać demony (Por. Mk 16,17), „Roczniki Teologiczne” 43:1996 z. 2 s. 279-307, Lublin
- 1999 Vita consecrata. Adhortacja. Tekst i komentarze (red. A.J. Nowak), Lublin ISBN 83-228-0618-3
- 2000 Symbol, znak, sygnał, Lublin ISBN 83-228-0655-8
- 2000 Identyfikacja postaw, Lublin ISBN 83-228-0743-0
- 2000 Kapłaństwo kobiety – tak i nie, Lublin ISBN 83-228-0720-1
- 2002 Homo consecratus, Lublin ISBN 83-7363-086-4
- 2003 Homo religiosus: studium porównawczo-krytyczne, Lublin ISBN 83-7363-113-5
- 2004 Osoba – unikat w kosmosie, Lublin ISBN 83-7363-192-5
- 2006 Osoba konsekrowana, Lublin ISBN 978-83-7363-423-7
- 2006 Parapsychologia, Lublin ISBN 978-83-7363-456-5
- 2009 Osoba fakt i tajemnica, Rzeszów (wznowienie 2010) ISBN 978-83-60507-06-3
- 2011 Psychologia XX-XY, Rzeszów ISBN 978-83-60507-09-4